# 青い森信用金庫
青い森信用金庫（あおいもりしんようきんこ、英語：The Aoi Mori Shinkin Bank）は、青森県八戸市に本店を置く信用金庫である。略称は青い森しんきん。

## 概要
2009年11月9日に、取引先の一事業者の破綻によって経営危機に陥っていたあおもり信用金庫を八戸信用金庫によって救済するとともに、八戸信金側からの呼びかけによって下北信用金庫も合流させた上で合併し、誕生した。
旧八戸信金が主体となって合併したため、青森県内全域を営業区域としながらも本店は県庁所在地の青森市ではなく、旧八戸信金の本店があった八戸市にある。

## 誕生までの経緯

### 八戸信金によるあおもり信金の救済合併発表
2008年10月16日、十和田信用金庫と対等合併していた八戸信用金庫は2009年11月頃を目処に、青森市に本店を置き津軽地方と青森市内を中心に展開しているあおもり信用金庫との合併を対等な立場で合意したと発表した。背景としては、あおもり信金が金融債務の大半を占める青森市の産業廃棄物収集処理運搬事業者が、多額の負債を抱えて破産を申し立てる準備に入ることとなり、これによって、あおもり信金にとっても自己資本比率が4%を割り込む危機的状況に陥る見通しから、八戸信金が救済する形で合併する道を選んだことがある。

### 東奥・下北の2信金の参加（1県1信金構想）
同日、この発表と共にあおもり信金救済と兼ねて青森県下の残る2信金である東奥信用金庫と下北信用金庫にも合併参加を打診したことが明らかになり、同年11月19日に青森市内にて合併の条件について非公開で協議し、後に東奥・下北の両信金とも理事会などで合併に合流することを決めた。11月26日には正式に八戸・あおもり両信金との合併に合流する意向を伝え、翌11月27日に4信金の理事長らが合併基本協定書に調印した。これにより、当時の新聞報道によれば全国で預金量が38位の中堅クラス の巨大信金（青森県内一円を対象とする意味） が誕生することとなった。こうした1県1信金体制は、2002年3月に当時の沖縄信用金庫（沖縄県那覇市）と合併したコザ信用金庫（沖縄県沖縄市）に次いで2例目であった。
合併後の新信金は八戸信金を存続金庫として本部・本店を現在の八戸信金に置くこととし、名称については3月中に県民からの一般公募を実施し、その後4月中を目処に合併準備委員会にて選考され、決定することとした。新信金は、預金残高が東北最大を維持するほか、貸付残高でも杜の都信用金庫を抜き、双方の残高とも杜の都信金を大きく引き離すこととなった。
合併の背景には、全国7カ所の信金共同事務センターを2011年までに2つへ統合する方針が打ち出されており、その前後2年間は合併が事実上困難となることもあった。

### 東奥信金の離脱・1県1信金構想の事実上崩壊
2009年3月30日、東奥信金側では総代約140人のうちの7割が臨時総代会の開催要求を経営側に提出し、同年4月20日に同会を開催することが決まった。総代の一部には合併に反対する論があり、総代側からは、事実上の吸収合併であること・本店が八戸市に置かれることに対してのサービスの低下・融資基準の改変・合併後の総代数の問題などを不安視する意見も出ていた。このため、2009年4月17日に予定されていた新信金名の名称の決定については先送りされた。
そして東奥信金の臨時総代会当日、全総代の9割近くが合併反対を支持。これによって、東奥信金は1県1信金構想から離脱することとなり、単独での生き残りを目指すこととなった。
東奥信金が合併から離脱したことによって、八戸信金の小野理事長が目指していた1県1信金構想は事実上崩壊した。小野は、離脱した東奥を除いた残りの3信金での合併を目指す方針を打ち出してはいたものの、この件は後の合併協議にも影響を与えた。

### 残る3信金での合併・新信金の名称決定
東奥信金の離脱によって1県1信金構想が崩壊してから17日後の2009年5月8日、下北信金が総代懇談会を非公開で開いたが、残る3信金で合併を進めることに対して総代から特に異論はなく、合併の枠組みが固まることになった。
その後、2009年5月12日までに、複数の幹部などが新信金の名称を「青い森」とすることで最終調整し、2日後の2009年5月14日の3信金による理事長会において、名称を『青い森信用金庫』とすることで決定した。2009年3月9日から3月31日の間に新名称の募集を行い、青森県民等から各信金を通じて応募された総数4,513件中564件が「青い森」を採用しており、理由としては県名に加えて白神山地・八甲田山等の自然をイメージさせ、営業エリアが県内一円に広がることによって地域密着な金融機関を目指すことを意味合いとして決定した。
そして2009年6月18日に3信金ともそれぞれ通常総代会を開き、議案である2009年11月9日の新信金合併を満場一致で承認し、正式合併をすることになった。
合併を目前にした2009年10月27日、東北財務局長より合併の認可を受け、認可書が交付された。これにより、予定通り発足が決まった。
経緯のまとめ
- 2008年
  - 10月16日 - 八戸信用金庫があおもり信用金庫との合併を発表。
  - 11月26日 - 東奥・下北の2信金が合併に合流することを八戸・あおもりの2信金に伝える。
  - 11月27日 - 4信金が合併基本協定書に調印。
- 2009年
  - 3月30日 - 東奥信金が同年4月20日付けで臨時総代会の開催要求を経営側に提出。
  - 4月20日 - 東奥信金の臨時総代会において、全総代の9割が合併反対を支持。合併協議から離脱。
  - 5月8日 - 下北信金が総代懇談会を非公開で開き、残る3信金での合併を進め、その枠組みが固まる。
  - 5月14日 - 名称を『青い森信用金庫』にすることで決定。
  - 6月18日 - 3信金がそれぞれ通常総代会を開き、合併の議案に対して満場一致で承認。合併が正式に決まる。
  - 8月7日 - 新信金のシンボルマークを決定（詳細は#シンボルマークを参照）。
  - 10月27日 - 東北財務局より合併の認可を受け、認可書を交付[17]。
  - 11月9日 - 発足。

## 沿革
合併前の「八戸」･「あおもり」･「下北」各信金の沿革はそれぞれの項を参照。
- （1922年12月27日 - 八戸鍛冶町信用組合として設立。その後、八戸信用組合を経て、1951年10月に八戸信用金庫に改組。）
- 2009年11月9日 - 八戸（存続金庫）・あおもり・下北の3信金が合併し、「青い森信用金庫」が発足。
- 2010年4月5日 - みちのく銀行とのATM出金手数料無料提携を開始。

## 営業区域
- 青森県内一円、秋田県鹿角市のうちの十和田地区、鹿角郡小坂町[2]。

## 指定金融機関に指定している自治体
- おいらせ町
- 六戸町

## シンボルマーク
金庫章となるシンボルマークは2009年8月7日に決定し、りんごの花びらと海の波・奥入瀬渓流等の清流をモチーフにし、中央部にローマ字で信金の「S」を配し、力強い水の流れをイメージしている。

## 店舗網
合併後の店舗コードについては、前回の八戸信金が十和田信用金庫と合併を行った際と同様に、他地域信金の合併例のような別番号付与ではなく、既存の八戸信金青葉支店（039）以降の通し番号とし、それ以降は金融機関コード順に沿って「あおもり信金」の旧店番順ならびに「下北信金」の旧店番順にてそれぞれ整理し、それを詰める形で新たな店番を付与した。このうち、十和田市・青森市・むつ市の3カ所には営業部が置かれる。

### 店舗網の整理・改称等
合併と同時に、旧あお信店において統廃合を実施されることになった。対象となる店舗については以下の通り（統廃合実施後、旧店舗跡地且つATM設置店舗では店舗外ATMとして今後も稼働を続ける）。
- うとう橋・妙見の2支店（いずれも青森市）→青森営業部（現：あお信本店営業部）に統合。
- 七和支店（五所川原市）→浪岡支店（青森市浪岡）に統合。
- 梅沢支店（北津軽郡鶴田町）→鶴田支店に統合。

また、八戸・あおもりの2信金には、それぞれ「桔梗野支店」が置かれているため、合併後は店舗所在地と区別するため、八戸信金の桔梗野支店を『八戸桔梗野支店』に、あおもり信金の桔梗野支店を『弘前桔梗野支店』に、それぞれ改称された。2009年11月24日には、十和田湖町支店が十和田営業部に統合（何れも、旧十和田信金→八戸信金の店舗）。
その後も2010年11月22日に一部拠点で店舗統合とサテライト店舗化を実施、2012年11月19日にも一部拠点で店舗統合を実施した。

## ATMについて
青い森しんきんのATM（青い森しんきん以外を幹事行とする共同利用自動機店舗を除く）では、東奥信金をはじめとする他の信用金庫のキャッシュカードでも、「しんきんATMゼロネットサービス」により、平日8時45分から18時の入出金と土曜日9時から14時の出金に限り手数料は無料となる。また、青森みちのく銀行（あすなろNET）のキャッシュカードでも、平日8時から18時の出金に限り手数料は無料となる。逆に、青い森しんきんのカードで青森みちのく銀行ATMにて同時間帯での出金の場合も同様。ただし、コンビニATMのイーネットでは対象外となり、MICS扱い（幹事行により、手数料が異なる）となる。
さらに、ゆうちょ銀行のキャッシュカードでも平日に限り入金も可能である。逆に青い森しんきんのキャッシュカードでゆうちょ銀行ATMでの入金も平日に限り利用可能。ただし、いずれも出金を含め手数料が必要。
なお、青い森しんきんを含む東奥信金とも、セブン銀行、イオン銀行、ローソン銀行と提携（要手数料）している。

### その他
八戸信金では、岩手銀行とのATM提携による「IHネット」を行ってきたが、合併と共に提携を終了した（詳細はIHネットを参照）。